# Benjamin Thompson
Sir Benjamin Thompson, Bá tước Rumford, FRS (tiếng Đức: Reichsgraf von Rumford; 26 tháng 3 năm 1753 - 21 tháng 8 năm 1814) là một nhà vật lý người Anh gốc Mỹ [1] và nhà phát minh có những thách thức đối với lý thuyết vật lý là một phần của thế kỷ 19 cuộc cách mạng về nhiệt động lực học. Ông từng là trung tá của Dragoon Mỹ, một phần của lực lượng Trung thành Anh, trong Chiến tranh Cách mạng Hoa Kỳ. Sau khi kết thúc chiến tranh, ông chuyển đến London, nơi tài năng hành chính của ông được công nhận khi ông được bổ nhiệm làm đại tá, vào năm 1784, ông đã nhận được một hiệp sĩ từ Vua George III. Một nhà thiết kế tài ba, Thompson cũng đã vẽ các thiết kế cho tàu chiến. Sau đó, ông chuyển đến Bavaria và tham gia phục vụ chính phủ ở đó, được bổ nhiệm làm Bộ trưởng Quân đội Bavaria và tổ chức lại quân đội, và, vào năm 1791, đã trở thành Bá tước của Đế chế La Mã thần thánh